# Sala SCD
Sala SCD es un álbum en directo de la banda de rock chilena Congelador, grabado el 27 de noviembre de 2002 en la sala SCD de la Sociedad Chilena del Derecho de Autor.

## Lista de canciones
| Sala SCD |                                     |          |  |
| N.º      | Título                              | Duración |  |
| 1.       | «Río seco»                          | 4:35     |  |
| 2.       | «Núcleo»                            | 1:37     |  |
| 3.       | «Prótegeme»                         | 2:45     |  |
| 4.       | «Huesos / Dos»                      | 5:39     |  |
| 5.       | «Despertar»                         | 4:48     |  |
| 6.       | «Campo de fuerza / Sácate los ojos» | 9:19     |  |
| 28:43    |                                     |          |  |

## Créditos
Intérpretes
- Jorge Santis: batería
- Walter Roblero: bajo, voces de fondo
- Jorge Silva: guitarra, sintetizador
- Rodrigo Santis: guitarra, voz
- Carlos Reinoso: voz en 7

Otros
- Jorge Santis: diseño artístico, mezcla, masterización
- Cristián Labarca: fotografía
- Ariel Díaz: grabación